# 翟富連
翟富連（英語： PC OC QC；1915年8月22日—2000年9月21日），加拿大律師、政治人物，加拿大進步保守黨籍。
1915年生於魁北克省聖阿仙地。祖父曾任魁北克省省长。畢業於拉瓦爾大學法律學院。1939年獲認許為大律師。
1957年競選加拿大下議院議員，未有當選。1958年當選議員，代表魁北克南選區。1960年任加拿大國會下議院副議長。1961年12月獲委任為礦業及科技測量部長。1962年大選中未能連任。同年獲委任為加拿大上議院議員。1967年任上議院反對黨領袖。1979年保守黨再次執政，遂獲委任為司法部長。1980年自由黨上台，故翟氏回復上議院反對黨領袖之職位，直至1984年保守黨重返政府。1990年退休。1993年獲授予加拿大官佐勛章。2000年逝世，享壽85歲。

## 外部連結
- 翟富連 – 加拿大国会传记

| 政府职务                       | 政府职务                     | 政府职务              |
| ------------------------------ | ---------------------------- | --------------------- |
| 前任： Walter Dinsdale         | 礦業及科技測量部長 1961–1962 | 繼任： Hugh Flemming  |
| 前任者： Alfred Johnson Brooks | 上議院反對黨領袖 1967–1979   | 繼任者： Ray Perrault |
| 前任者： Ray Perrault          | 上議院執政黨領袖 1979–1980   | 繼任者： Ray Perrault |
| 前任： Marc Lalonde            | 司法部長 1979–1980           | 繼任： 莊·克里純      |
| 前任者： Ray Perrault          | 上議院反對黨領袖 1980–1984   | 繼任者： 麥傑勤       |